# گویینگ آم ویلدن کایزر
گویینگ آم ویلدن کایزر (به آلمانی: Going am Wilden Kaiser) یک منطقهٔ مسکونی در اتریش است که در کیتسبول واقع شده‌است. گویینگ آم ویلدن کیسر ۲۰٫۶ کیلومتر مربع مساحت دارد ۷۷۳ متر بالاتر از سطح دریا واقع شده‌است.